# Kundl
Kundl je městys v okrese Kufstein ve spolkové zemi Tyrolsko v Rakousku. Obec se nachází v soudním okrese Rattenberg. Žije v něm přibližně 4 800 obyvatel.

## Poloha
Kundl se nachází v údolí Unterinntal na náplavovém kuželu řeky Wildschönauer Ache, která se vlévá do Innu. Na jihu se táhne soutěska Kundler Klamm (částečně na území obce Wildschönau).
Katastrální území obce ze dvou částí o celkové rozloze 21,94 km² (k. ú. Kundl  14,11 km² a k. ú. Liesfeld 7,83 km²).

### Členění obce
Městys má tři části (počet obyvatel k 1. lednu 2023)
- Kundl (4168) s osadou Sankt Leonhard
- Liesfeld (666)
- Saulueg (57)

Z celkové rozlohy 27,7 % zaujímá zemědělská půda, 50,2 % připadá na lesní porost a 6 % tvoří alpské louky a pastviny. Z celkové plochy je 46 % osídleno.

### Sousední obce
|         | Breitenbach am Inn |       |
| Radfeld |                    | Wörgl |
|         | Wildschönau        |       |

### Přírodní rezervace Söller Wiesen
Přírodní rezervace Söller Wiesen se nachází severně od hlavní silnice na okraji průmyslového areálu Luna, má rozlohu 239,66 ha a byla vyhlášena v roce 2005. V roce 2012 byla mezi přírodní rezervací a železniční tratí vytvořena kompenzační plocha z důvodu rozšíření průmyslového areálu. Mapa rezervace.

## Historie
Osídlení je doloženo již v předřímské době. V roce 1973 bylo ve štěrkovně nalezeno pohřebiště laténské kultury s několika stovkami uren. Toto pohřebiště bylo využíváno již v době halštatské a později za římské nadvlády, jak ukázaly pozdější vykopávky. Lze předpokládat, že toto sídliště bylo trvalé.
V roce 788 se Kundl poprvé objevuje v doložené historii jako ad Quantalas v seznamu zboží salcburského biskupa Arna (Indiculus Arnonis). Název může pocházet z antického jména *quantala ("malá prohlubeň" nebo "louka v nížině"). Páni z Kundlu, kteří obývali hrad Kundlburg, jsou v listinách poprvé zmiňováni v roce 1160. Mezi nejvýznamnější kundlovské šlechtické rody patřili Kummersbruckerové, kteří sídlili na hradě Kundlburg, který je poprvé zmiňován v roce 1213 a k němuž byl připojen samostatný dvůr.
Kolem roku 1405 byl vesnický soud zrušen a jeho pravomoci přešly na okresní soud v Rattenbergu, správní obvod však zůstal zachován. V 15. a 16. století nabyla na významu těžba (stříbra, mědi a kobaltu) a v obci vznikl metalurgický závod (Kundler Ofen).

### Od pivovarnictví k biochemii
V roce 1658 založil Bartlmä Plank pivovar, kde se vařilo "Kundler Bier". V té době byl jižně od Kundlu vybudován 50 m hluboký a 15 m široký tunel do hory. V něm je stálá teplota a vlhkost, a proto se prostory využívaly ke skladování piva.
V roce 1927 převzala pivovar v Jenbachu dnešní společnost Tiroler Aktienbrauerei Kundl, která brzy poté provoz v Jenbachu ukončila. V roce 1929 převzala společnost Brau AG pivovar Vereinigte Brauereien Kundl-Jenbach. Výroba piva musela být v roce 1943 ukončena kvůli nedostatku surovin.
V současné době (2003) zde sídlí rakouská akciová společnost Sandoz GmbH. Od roku 1946 zde tehdejší Biochemie GmbH vyráběla naléhavě potřebný penicilin.

## Zajímavosti
- Během druhé světové války byly bronzové sochy císaře Maxmiliána I., které jsou nyní vystaveny v Hofkirche v Innsbrucku, uchovávány v jeskyni v Kundlu.
- V roce 1951 dva chemici Hans Margreiter a Ernst Brandl vyvinuli v Kundlu penicilin V, což umožnilo jeho podávání ústně.